# Gabriel Morvay
Gabriel Stanislaw Morvay (Tarnów, Polònia, 16 de juliol de 1934 - Sabadell, 16 de setembre de 1988) fou un artista polonès, pintor i escriptor, establert a Sabadell bona part de la seva vida.

## Biografia
El seu pare, el pintor Kazimierz Morvay, era professor de l'Escola de Belles Arts de Tarnów. La mare, l'escultora Jadwiga Essers, pertanyia a l'alta burgesia polonesa.
Després de graduar-se a l'Acadèmia de Belles Arts de Varsòvia, es va escapar cap a França. El 1958 es va traslladar a París, on li van concedir l'estatus de refugiat polític, que no va abandonar mai. Allunyat ja del realisme socialista de l'Acadèmia polonesa que li ofegava la llibertat creadora, s'endinsà en la pintura informalista.
El 1959 va conèixer Antoni Angle i Vladimir Slepian, i en aquesta mateixa època va descobrir el vell Mikhail Larionov, que va instruir els tres joves en l'avantguarda russa, tan desconeguda als cercles artístics europeus. La fascinació per les explicacions de Larionov van portar Angle i Slépian a experimentar la pintura d'acció, el juny de 1960, al centre de París. La conseqüència va ser la creació a Sabadell del Grup Gallot, el setembre d'aquell mateix any. Morvay va restar força a l'expectativa i només va participar ocasionalment en les accions del Grup Gallot, però s'hi interessà pel que significava de reacció contra l'art esteticista i per la destrucció de la figura de l'artista-geni. Després de l'experiència dels Gallots, Morvay tornà a París. Va viure uns anys entre Sabadell i la capital francesa, exposà a la Sala d'Art Actual de Belles Arts i a la parisenca galeria Creuze. I durant un temps va fer de pintor ambulant a la plaça du Tertre. A la tardor de 1967, va tancar el seu apartament parisenc i, abandonant-ho tot, se'n va anar a Itàlia. Iniciava la seva vida errant, entre París –on havia d'anar sovint per renovar la documentació, fins que a mitjan anys 70 deixà de complir aquests tràmits burocràtics i es convertí en un veritable apàtrida–, Sabadell –a casa la família de Llorenç Balsach i Grau– i el nord d'Itàlia. Entre 1970 i 1978 va viure a Sabadell, amb algunes escapades a París i Itàlia.
Després dels anys d'abstracció informal, Morvay començà a desenvolupar un nou estil molt personal en què enmig de pinzellades expressionistes s'insinuava la vida de les formes. Als darrers anys, com ja havia avançat en el món sòrdid dels textos recollits a La chambre de Paulin, l'estil de Morvay anirà derivant cap a un expressionisme més fosc, cada vegada més punyent. Al principi dels 80 desapareixia de Casalmaggiore i durant uns anys se'n desconeix el parador, fins que el 1986 es presenta sobtadament a París i retorna (sense documentació) a Sabadell. El 1987 fa la darrera exposició, a la Galeria Quasar de la capital vallesana, on es va morir, malalt, el 1988.
Hi ha obra de Gabriel Morvay al Museu d'Art de Sabadell.